# Nicolas-Edme Rétif
Nicolas-Edme Rétif sau Nicolas-Edme Restif (franceză: [ʁetif]; n. 23 octombrie 1734, Sacy, Bourgogne, Franța – d. 3 februarie 1806, Paris, Île-de-France, Franța), cunoscut, de asemenea, sub numele de Rétif de la Bretonne, a fost un romancier francez. Termenul retifism pentru fetișismul legat de pantofi a fost numit după el.

## Biografie
Născut la Sacy, el a fost educat de către janseniști la Bicêtre, iar după alungarea janseniștilor fost primit de către unul dintre frații săi, care era preot. Din cauza unui scandal în care a fost implicat, a fost nevoit să plece și a devenit ucenicul unui tipograf din Auxerre, și, după ce și-a încheiat practica, s-a dus la Paris. Aici a lucrat ca ucenic tipograf și în 1760 s-a căsătorit cu Anne sau Agnès Lebègue, o rudă a fostului său stăpân de la Auxerre.
Abia la cinci sau șase ani după căsătoria lui, Rétif a devenit scriitor și, din acel moment până la moartea sa, el a scris o cantitate impresionantă de cărți, însumând aproximativ două sute de volume, multe dintre ele imprimate cu propria lui mână, pe aproape orice subiect imaginabil. Rétif a suferit periodic de sărăcie extremă. El a prezentat episoade din viața lui în cărțile sale, care, „în ciuda senzațiilor lor decolorate, conțin imagini veridice ale societății franceze în ajunul Revoluției”. El s-a descris în scrierile sale atât ca un realist social, cât și ca un fantezist pe teme sexuale.
Edițiile originale ale acestora și toate cărțile sale au fost mult timp curiozități bibliografice din cauza rarității lor, a frumoaselor și curioaselor ilustrații pe care le conțin multe dintre ele și a sistemului tipografic ciudat tipografic în care sunt compuse cele mai multe dintre ele.
Căderea valorii asignatelor în timpul Revoluției l-au forțat să-și câștige existența din scris, profitând de pe urma libertății presei. În 1795 el a primit un bacșiș de 2000 de franci din partea Convenției Thermidoriene.
În ciuda declarațiilor sale de susținere a noii puteri, cunoștințele sale aristocrate și reputația lui l-au făcut să cadă în dizgrație.
Chiar înainte de moartea lui Napoleon i-a oferit un post în ministerul poliției; el a murit la Paris, înainte de a-și prelua funcția.

## Evaluarea activității sale
Potrivit Britannica 1911,
„Rétif de la Bretonne deține, fără îndoială, un loc remarcabil în literatura franceză. El era excesiv de vanitos și avea o morală extrem de relaxată. Cărțile lui erau scrise în grabă, iar subiectul și limbajul licențios le face destul de nepotrivite pentru lectura generală.”
El și Marchizul de Sade au menținut între ei o ură reciprocă, dar el a fost apreciat de Benjamin Constant și de Friedrich von Schiller și a apărut la masa lui Alexandre Balthazar Laurent Grimod de La Reynière, pe care l-a întâlnit în 1782. Jean-François de La Harpe l-a poreclit „Voltaire al cameristelor”. El a fost redescoperit de către suprarealiști în secolul al XX-lea.
El este menționat, de asemenea, pentru ideile sale asemănătoare comunismului; termenul a apărut mai întâi în cartea sa din 1785 despre Joseph-Alexandre-Victor Hupay de Fuveau care s-a descris pe sine ca fiind „comunist” în Projet de communauté philosophe.
Scriitorul Mario Vargas Llosa are un capitol despre Rétif în romanul său Caietele lui don Rigoberto.
Romanciera franceză Catherine Rihoit l-a făcut pe Restif de la Bretonne un personaj important în romanul La Nuit de Varenne (1982). Acesta a fost ecranizat în același an într-un film franco-italian intitulat La Nuit de Varennes. Jean-Louis Barrault l-a interpretat pe Restif. În film au mai jucat Marcello Mastroianni în rolul lui Casanova și Harvey Keitel în rolul lui Thomas Paine.
Rétif a fost un „pornograf” în sensul modern al cuvântului, realizând descrieri ale actelor sexuale în scrierile sale. Cu toate acestea, el a fost, de asemenea, un „pornograf” în sensul grecesc vechi al cuvântului, deoarece a scris despre viața de zi cu zi a prostituatelor și s-a preocupat de bunăstarea lor. Această din urmă definiție este cea pe care a acceptat-o ca utilizare corectă a cuvântului.

## Opera

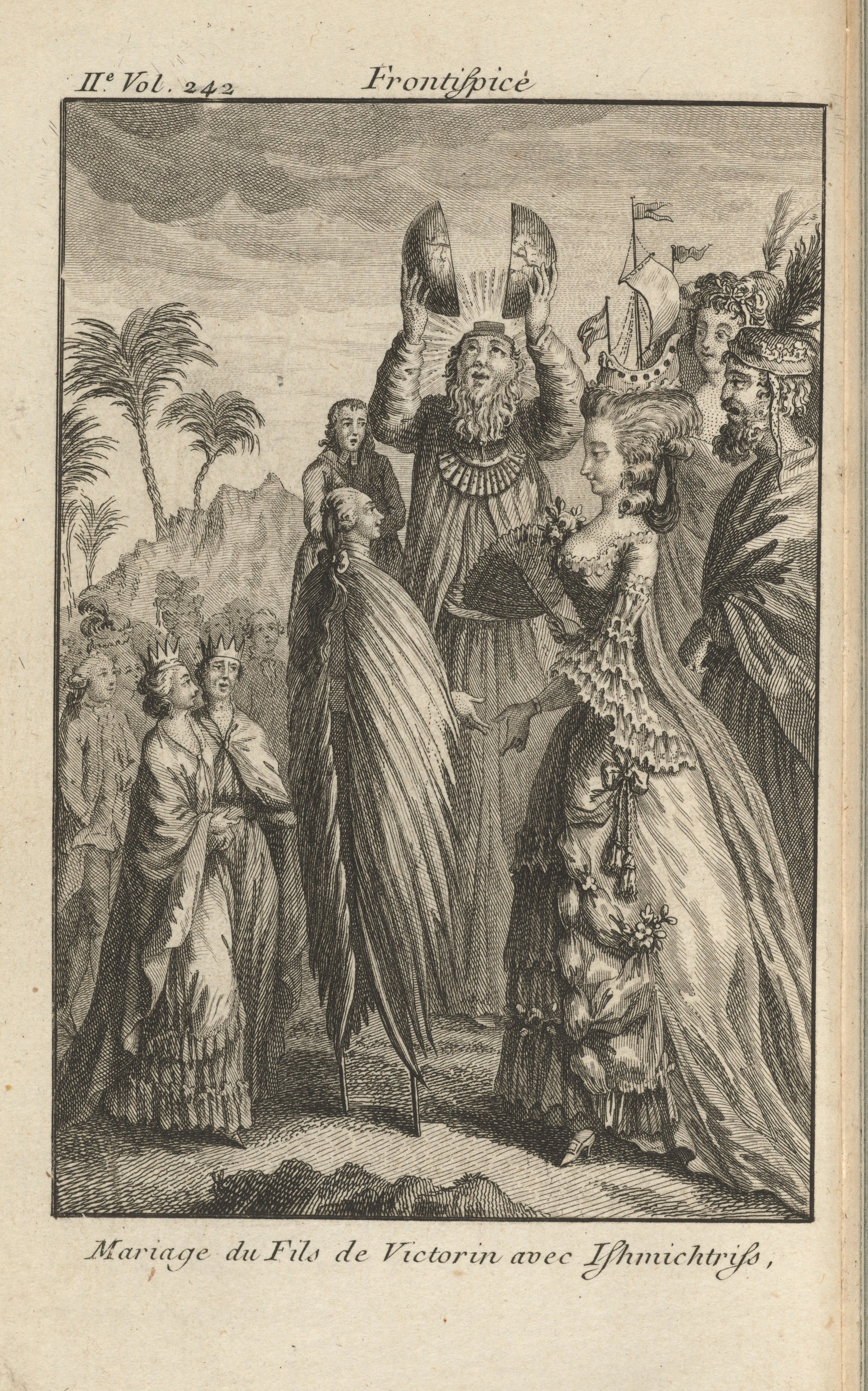
Frontispiciul cărții La Découverte Australe par un Homme Volant, 1781

Cele mai importante lucrări ale sale sunt:
- Le Pied de Fanchette, roman (1769)
- Le Pornographe (1769), un plan de reglementare a prostituției care se spune că a fost de fapt pus în aplicare de către împăratul Iosif al II-lea, în timp ce nu puține indicii separate au fost adoptate de către națiunile continentale
- Le Paysan perverti (1775), un roman erotic cu un scop moral, care a avut un mare succes, făcându-l să scrie continuarea „La Paysanne Pervertie” (1784).[11]
- La Vie de mon père (1779)
- La Découverte Australe par Homme-Volant (1781),[12] o lucrare proto-științifico-fantastică cunoscută pentru invențiile sale profetice.
- Les Contemporaines (42 vol., 1780-1785), o vastă colecție de povestiri
- Ingenue Saxancour, roman (1785)
- Les Nuits de Paris (începând din 1786: cronică a vremii, ce prezintă printre altele Masacrele din septembrie 1792)
- Anti-Justine (1793), un răspuns la edițiile anterioare ale romanului Justine al marchizului de Sade.
- Extraordinara autobiografie a lui Monsieur Nicolas (16 vol., 1794-1797), în care, la vârsta de șaizeci de ani, și-a prezentat amintirile, conceptele sale etice și sociale, persoanele pe care le-a urât și mai presus de toate numeroasele sale iubiri, atât reale, cât și închipuite. În carte, Rétif se referă la începuturile trezirii sale sexuale între 1738 și 1744, când își amintește cele mai plăcute stimulări sexuale din copilărie. Cu toate acestea, ultimele două volume constituie, practic, o lucrare separată și mult mai puțin interesantă, în opinia redactorilor Encyclopædia Britannica 1911.
- Les Posthumes (1802) este un exemplu timpuriu de operă spațială și un exercițiu de exolingvistică.[13]

## Vezi și
- Listă de scriitori francezi
- Listă de dramaturgi francezi